# Microregione di São José dos Campos
São José dos Campos è una microregione dello Stato di San Paolo in Brasile, appartenente alla mesoregione di Vale do Paraíba Paulista.

## Comuni
Comprende 8 comuni:
- Caçapava
- Igaratá
- Jacareí
- Pindamonhangaba
- Santa Branca
- São José dos Campos
- Taubaté
- Tremembé